# Àgab
Àgab   (Antioquia de l'Orontes, segle I - Antioquia de l'Orontes, segle I) o Àgabos (grec antic: Ἄγαβος) és un dels setanta deixebles del cristianisme primitiu, considerat profeta pels seus contemporanis. És venerat com a sant per diverses confessions cristianes.

## Biografia
És citat pels Fets dels Apòstols, que el considera profeta. Segons Fets 11, 27-28, fou un del grup de profetes que anà d'Antioquia a Jerusalem. Hi predigueren una greu carestia que provocaria la fam entre la població, que l'autor situa sota l'imperi de Claudi i s'ha identificat amb els fets de l'any 45. Anys després, segons Fets 21, 10-12, cap al 58 conegué Pau de Tars a Cesarea Marítima i l'advertí que seria empresonat si anava a Jerusalem, tot i que Pau acabà anant-hi. Segons la tradició, Àgab va morir màrtir a Antioquia.

## Veneració
Àgab és venerat com a sant a la majoria de confessions cristianes. L'Església catòlica el celebra el 13 de febrer i l'ortodoxa el 8 de març.